# Macrocephalus dorannae
Macrocephalus dorannae är en insektsart som beskrevs av Evans 1931. Macrocephalus dorannae ingår i släktet Macrocephalus och familjen rovskinnbaggar. Inga underarter finns listade i Catalogue of Life.